# Yannick Käser
Yannick Käser (Rheinfelden, 3 juli 1992) is een Zwitsers voormalig zwemmer.

## Carrière
In 2007 neemt hij deel aan het Europees Olympisch Jeugdfestival. In 2009 nam hij deel aan het EK voor junioren in Praag en het jaar erop opnieuw in Helsinki. Ook in 2010 nam hij deel aan de Olympische Jeugdspelen die dat jaar in Singapore werden georganiseerd. Eind 2010 nam hij deel aan het EK kortebaan waar hij als beste resultaat een zestiende plaats had op de 200m schoolslag. In 2011 nam hij deel aan de Universiade en het EK kortebaan waar hij als beste prestatie een 18de plaats neerzette op de 200m schoolslag. Op het EK langebaan van dat jaar haalde hij op datzelfde nummer een zevende plaats in de finale. Op de Olympische spelen in 2012 werd hij 24e op de 200m schoolslag. Later dat jaar behaalde hij een zevende plaats op de 200m schoolslag op het EK langebaan. Net na de Olympische Spelen ging hij zwemmen voor de Virginia Cavaliers van de University of Virginia waar hij aan de universiteit studeerde. In 2013 nam hij voor een tweede maal deel aan de Universiade ditmaal in het Russische Kazan.
In 2014 nam hij deel aan het EK langebaan waar hij als beste resultaat een zestiende plaats liet optekenen op de 200m schoolslag. In 2015 nam hij voor het eerst deel aan het WK langebaan waar hij als beste resultaat een achttiende plaats had op de 200m schoolslag. In 2016 nam hij deel aan zijn tweede Olympische Spelen waar hij 24e werd op de 100m schoolslag en 20e op de 200m schoolslag. Op het EK langebaan van dat jaar werd hij achtste in de finale van de 100m schoolslag en 16e in de halve finale van de 200m schoolslag. In 2017 nam hij opnieuw deel aan het WK langebaan waar hij enkel de halve finales behaalde op de 200m schoolslag, maar dan eindigde als laatste. Hij nam in 2017 ook deel aan de Universiade en het wereldkampioenschap voor militairen, op deze laatste pakte hij een bronzen medaille.
In 2018 nam hij voor het eerst deel aan het WK kortebaan waar hij niet doorheen de reeksen geraakte. Ook op het EK langebaan van dat jaar geraakte hij niet verder dan de reeksen. In 2019 geraakte op zowel het WK langebaan als het EK kortebaan niet voorbij de series, en ook met de Zwitserse ploegen was er geen succes. In 2021 nam hij nog deel aan het EK langebaan, maar geraakte opnieuw niet voorbij de reeksen. Net voor het EK raakte bekend dat hij teelbalkanker had, door een afwijking tijdens een dopingcontrole waren er vermoedens en na testen werd het officieel. Hij kondigde in 2021 zijn afscheid aan van het competitieve zwemmen. Hij begon dat jaar ook met een master in ondernemen aan de Universiteit van Sankt Gallen.

## Internationale toernooien
| Jaar | Olympische Spelen                         | WK langebaan                                                                                                   | WK kortebaan                                                  | EK langebaan                                                                                                  | EK kortebaan                                                                    |
| ---- | ----------------------------------------- | --- | ------------------------------------------------------------- | --- | ------------------------------------------------------------------------------- |
| 2010 |                                           | | geen deelname                                                 | geen deelname                                                                                                 | 29e 50m schoolslag 33e 100m schoolslag 16e 200m schoolslag                      |
| 2011 |                                           | geen deelname                                                                                                  |                                                               | | 47e 50m schoolslag 36e 100m schoolslag 18e 200m schoolslag                      |
| 2012 | 24e 200m schoolslag                       | | geen deelname                                                 | 37e 50m schoolslag 29e 100m schoolslag 7e 200m schoolslag 16e 4x100m wisselslag                               | geen deelname                                                                   |
| 2013 |                                           | geen deelname                                                                                                  |                                                               | | geen deelname                                                                   |
| 2014 |                                           | | geen deelname                                                 | 28e 50m schoolslag 33e 100m schoolslag 16e 200m schoolslag                                                    |                                                                                 |
| 2015 |                                           | 26e 100m schoolslag 18e 200m schoolslag 17e 4x100m wisselslag                                                  |                                                               | | geen deelname                                                                   |
| 2016 | 24e 100m schoolslag 20e 200m schoolslag   | | geen deelname                                                 | 8e 100m schoolslag 16e 200m schoolslag                                                                        |                                                                                 |
| 2017 |                                           | 29e 50m schoolslag 24e 100m schoolslag 16e 200m schoolslag                                                     |                                                               | | geen deelname                                                                   |
| 2018 |                                           | | 25e 100m schoolslag 23e 200m schoolslag 13e 4x100m wisselslag | 29e 50m schoolslag 21e 100m schoolslag 21e 200m schoolslag 11e 4x100m wisselslag 7e 4x100m wisselslag gemengd |                                                                                 |
| 2019 |                                           | 34e 50m schoolslag 38e 100m schoolslag 45e 200m schoolslag 18e 4x100m wisselslag 13e 4x100m wisselslag gemengd |                                                               | | 27e 50m schoolslag 27e 100m schoolslag 14e 200m schoolslag 14e 4x50m wisselslag |
| 2020 | Geen toernooien vanwege de coronapandemie | Geen toernooien vanwege de coronapandemie                                                                      | Geen toernooien vanwege de coronapandemie                     | Geen toernooien vanwege de coronapandemie                                                                     | Geen toernooien vanwege de coronapandemie                                       |
| 2021 | geen deelname                             | | geen deelname                                                 | 45e 50m schoolslag 46e 100m schoolslag 36e 200m schoolslag                                                    | geen deelname                                                                   |